# Skogshöjden
Skogshöjden är en stadsdel i Trollhättan, belägen väster om Göta älv, en halvmil norr om stadens centrum. Här bor ungefär 2 000 invånare.
Skogshöjden började uppföras under slutet av 1980-talet och bebyggdes som intensivast under de närmast följande åren, med såväl småhus som flerbostadshus, på flera ställen med karaktär av trädgårdsstad. 
Här ligger Norra Älvsborgs länssjukhus, som öppnades 1988 och som med sina cirka 2 900 anställda är en av stadens största arbetsplatser, samt Skogshöjdens kyrka från 1990.